# Papež Sabinijan
Sabinijan, papež, * okrog 530 Blera (Bieda) pri Viterbu, Toskana (zdaj Lacij; Italsko kraljestvo); † 22. februar 606, Rim (Italija, Bizantinsko cesarstvo. 

## Življenjepis

### Nemirni časi
Po Gregorjevi smrti se je zvrstilo na sedežu svetega Petra v dvajsetih letih kar pet papežev in vsi po dolgi sedisvakanci. Bizantinski cesarji so hoteli nasilno uveljavljati svojo voljo pri papeških volitvah, čemur pa se Rimljani nikakor niso bili pripravljeni ukloniti. Poleg tega so trajali stalni spopadi med prišedšimi  arijanskimi   Langobardi  in  katoliškimi  staroselci  Italije . V vzhodni Cerkvi se je začelo širiti  monoteletstvo . Tudi zaradi verske neenotnosti tamkajšnjih kristjanov so muslimani s tako lahkoto zasedli malone cel  Bližnji in  Srednji vzhod , kakor tudi celotno  krščansko   Afriko . Cerkveni poglavarji so lahko pričakovali uspehov le pri pokristjanjevanju  germanskih  narodov.

### Mladostno napredovanje
Sabinijan je že zmladega vstopil v cerkveno službo in za razliko od svojega predhodnika Gregorja Velikega ni postal škof "per saltum" ("skokoma"), ampak je prejel po vrsti vse cerkvene redove. Gregor Veliki ga je poslal za apokriziarija v Carigrad med drugim tudi z nalogo, da prepriča patriarha o neumestnosti naslova "ekumenski patriarh", ki pripada samo "prvemu sedežu", to je Rimu; videti pa je, da pri diplomaciji ni imel preveč sreče, zato ga je odpoklical čez malo časa nazaj v Rim.

## Smrt in češčenje
Čeprav ga ni v starih martirologijih, ga častijo kot svetnika. 